# Hanhae
Jung Han-hae (né le 7 avril 1990), ou Hanhae, est un rappeur sud-coréen. Il fait partie du trio de hip-hop Phantom.

## Discographie

### Albums studio
| Titre | Détails sur l'album                                                                     | Meilleure position | Meilleure position | Ventes | Réf. |
| Titre | Détails sur l'album                                                                     | COR (hebdo.)       | COR (mensuel)      | Ventes | Réf. |
| ----- | --------------------------------------------------------------------------------------- | ------------------ | ------------------ | ------ | ---- |
| 365   | - Date de sortie: 30 janvier 2015 - Label: Brand New Music - Format: CD, téléchargement | 5                  | 21                 | 1,761+ | ,    |

### Singles
| Titre                      | Année | Meilleure position | Ventes  | Album                               | Réf. |
| Titre                      | Année | COR                | Ventes  | Album                               | Réf. |
| -------------------------- | ----- | ------------------ | ------- | ----------------------------------- | ---- |
| "Cloud" (feat. Bumkey)     | 2015  | 65                 | 34,357+ | single sans album                   | ,    |
| "I Used To"                | 2016  | 67                 | 37,407+ | single sans album                   | ,    |
| "I Know Too" (avec Candle) | 2016  |                    |         | single sans album                   |      |
| "Why Do You" (avec Jessi)  | 2016  |                    |         | Two Yoo Project - Sugar Man Part.28 |      |

#### En featuring
| Titre                                                       | Année | Meilleure position | Ventes  | Album                                        | Réf. |
| Titre                                                       | Année | COR                | Ventes  | Album                                        | Réf. |
| ----------------------------------------------------------- | ----- | ------------------ | ------- | -------------------------------------------- | ---- |
| "Tweet Tweet" (Bizniz feat. Hanhae)                         | 2012  |                    |         | Strictly Bizniz                              |      |
| "Consolate A Boy 2013" (Verbal Jint feat. Zion.T et Hanhae) | 2012  |                    |         | 10 Years of Misinterpretation, Pt. I         |      |
| "The Uncomfortable Truth" (Hanhae avec Lee Ji-young)        | 2013  |                    |         | The Lyrics - No.3                            |      |
| "Love You More than Ever" (Juniel feat. Hanhae)             | 2013  |                    |         | Dokkun Project Pt.3                          |      |
| "2nite" (Tasty feat. Hanhae)                                | 2013  |                    |         | Spectacular                                  |      |
| "Music Is One" (Tasty feat. Hanhae)                         | 2013  |                    |         | The Artist Diary Project Part.4              |      |
| "Desperate" (Bizniz feat. Hanhae)                           | 2013  |                    |         | #evolution                                   |      |
| "Mistletoe" (Hanhae avec Louie et eSNa)                     | 2013  |                    |         | Wayogayo Vol.1                               |      |
| "Let's Not Meet Again" (Mose feat. Hanhae)                  | 2014  |                    |         | single sans album                            |      |
| "Nothing on You" (Kim Hyun-joong feat. Hanhae)              | 2014  |                    |         | Timing                                       |      |
| "Meet For A Second" (Lena Park feat. Hanhae)                | 2014  |                    |         | Syncrofusion Lena Park + Brand New Music     |      |
| "Finally Good-Bye" (Kim Myung-joo feat. Hanhae)             | 2014  |                    |         | single sans album                            |      |
| "Time For Love" (Zzapa feat. Hanhae)                        | 2014  |                    |         | Time For Love                                |      |
| "Twenty" (Lady Jane feat. Hanhae)                           | 2014  |                    |         | single sans album                            |      |
| "Playback" (Kiggen feat. Hanhae)                            | 2015  | 92                 | 23,917+ | single sans album                            | ,    |
| "What About You Pal?" (O Broject feat. Hanhae)              | 2015  |                    |         | single sans album                            |      |
| "IDKYN" (VEN feat. Hanhae)                                  | 2015  |                    |         | single sans album                            |      |
| "Treat Me Roughly" (Yezi feat. Hanhae)                      | 2015  | 27                 | 98,389+ | Unpretty Rapstar 2 FINAL X SEMI FINAL Part 2 | ,    |
| "This Christmas" (Lee Moon-se, Roy Kim feat. Hanhae)        | 2015  |                    |         | New Direction 'Winter Special'               |      |
| "This Christmas" (Pretty Brown feat. Hanhae)                | 2015  |                    |         | No One Like Him'                             |      |
| "I Just Wanna Sing" (Esbee feat. Hanhae)                    | 2016  |                    |         | single sans album                            |      |
| "Good Girls" (Ravi feat. Hanhae, Soulman)                   | 2016  |                    |         | [R.EBIRTH]                                   |      |

### Bandes-son
| Titre                                                          | Année | Meilleure position | Ventes | Album             |
| Titre                                                          | Année | COR                | Ventes | Album             |
| -------------------------------------------------------------- | ----- | ------------------ | ------ | ----------------- |
| "Stay Weird Stay Different" (Hanhae avec Raina et Verbal Jint) | 2015  |                    |        | single sans album |

## Filmographie
| Année | Titre               | Chaîne | Rôle     |
| ----- | ------------------- | ------ | -------- |
| 2015  | Show Me the Money 4 | Mnet   | Lui-même |
| 2016  | Tribe of Hip Hop    | JTBC   | Lui-même |